# 羅西尼角
72°28′S 73°9′W / 72.467°S 73.150°W
羅西尼角（英語：Rossini Point）是南極洲的海岬，位於亞歷山大一世島南岸，以意大利作曲家焦阿基諾·羅西尼命名，根據美國探險隊的空中照片被繪入地圖，現時由南極條約體系管理。